# Elanodactylus
Elanodactylus (лат.) — род птерозавров из семейства ктенохазматид, найденный в нижнемеловых отложениях (барремский — нижний аптский ярусы, 129,4—122,46 млн лет назад) в формации Исянь, Ляонин (Китай).

## Описание
В 2008 году вид был назван Брайаном Андресом и Цзи Цяном. Типовым и единственным видом является Elanodactylus prolatus. Название рода происходит от англ. Elanus — один из видов коршуна, имея в виду длинные крылья, и греч. δάκτυλος — «палец», со ссылкой на палец крыла, типичный для птерозавров. Видовое наименование означает «вытянутый» на латыни и дано из-за удлинённых шейных позвонков. 
Известный по частичному посткраниальному скелету, голотип NGMC 99-07-1 сохранил крылья, грудину, плечевой пояс, рёбра, шейные и грудные позвонки. Размах крыльев составлял около 2,5 метра. Шейные позвонки аналогичны имеющимся у аждархид (гигантских длинношеих птерозавров, наиболее распространённых в позднем мелу), но в остальном их скелеты отличались. Андрес и Цзи выполнили филогенетический анализ и обнаружили принадлежность Elanodactylus к семейству ктенохазматид. Они предположили, что у аждархид и ктенохазматид шейные позвонки развивались конвергентно.